# 畚岳
畚岳（もっこだけ）は、秋田県仙北市と岩手県八幡平市の境にある山である。八幡平の展望が良い山とされる「八幡平三大展望地」の一つである。山頂は僅かに秋田県側に入っている。

## 概要

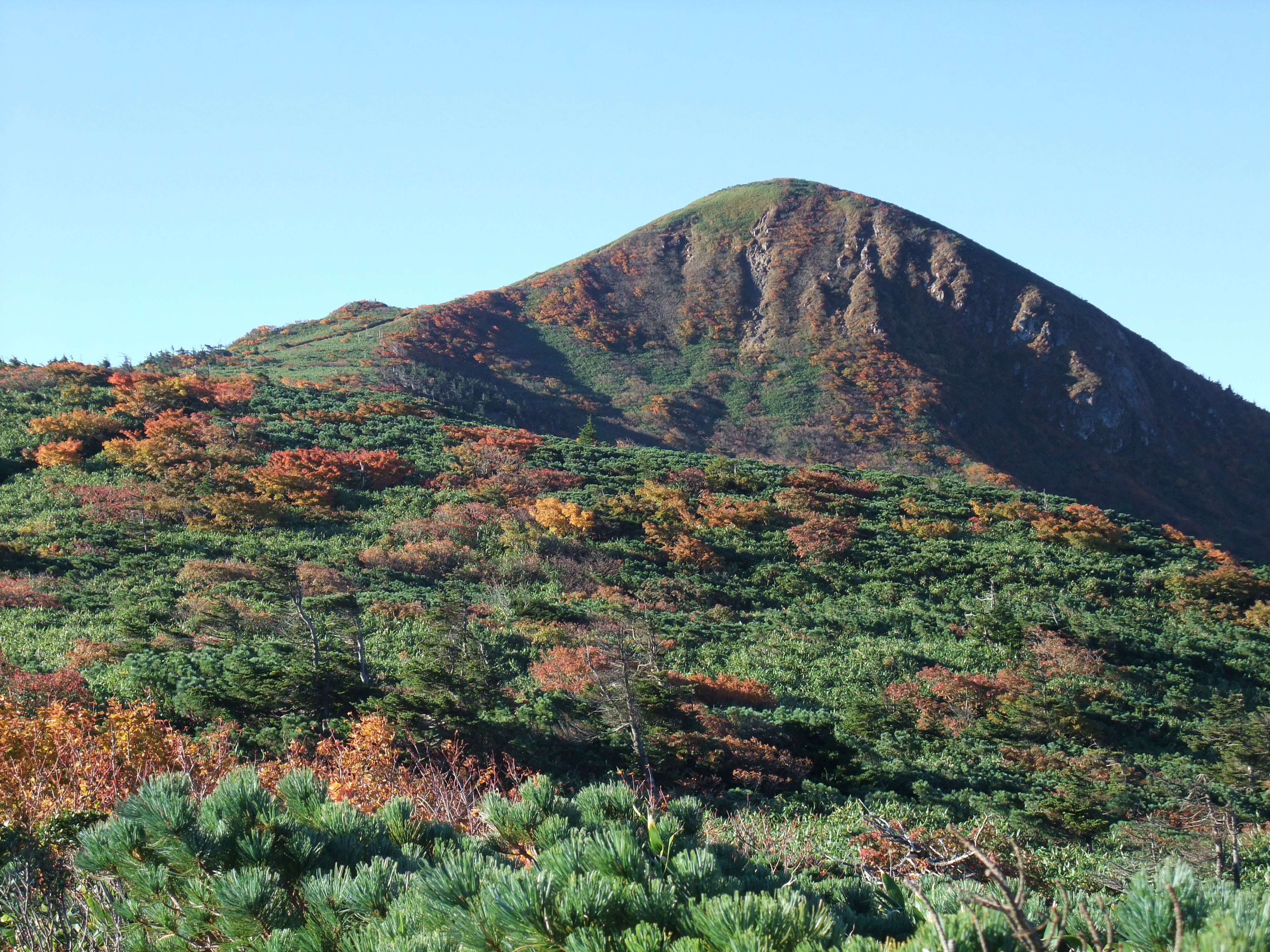
登山道から見た畚岳山頂部

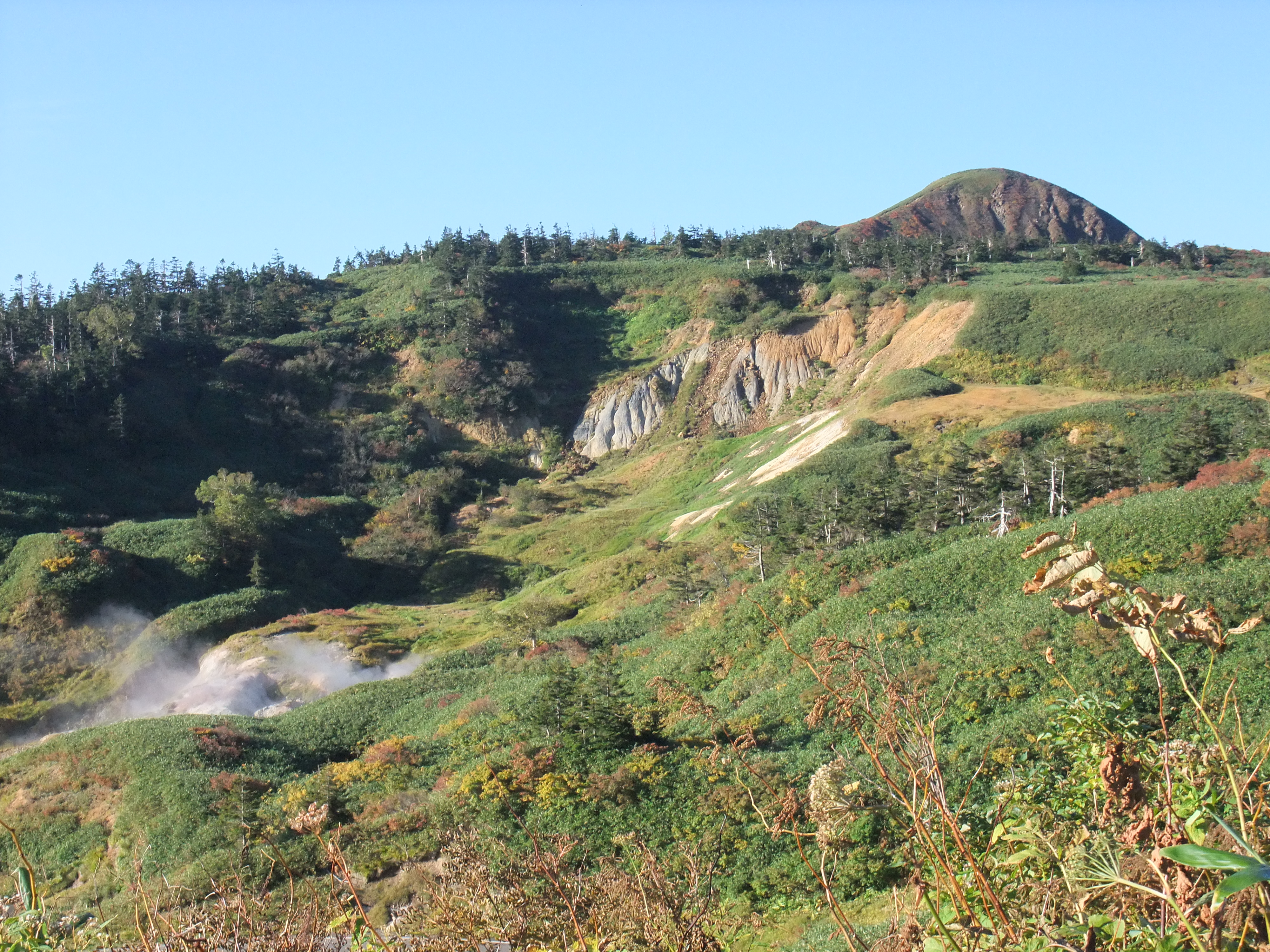
畚岳と藤七温泉(野湯)

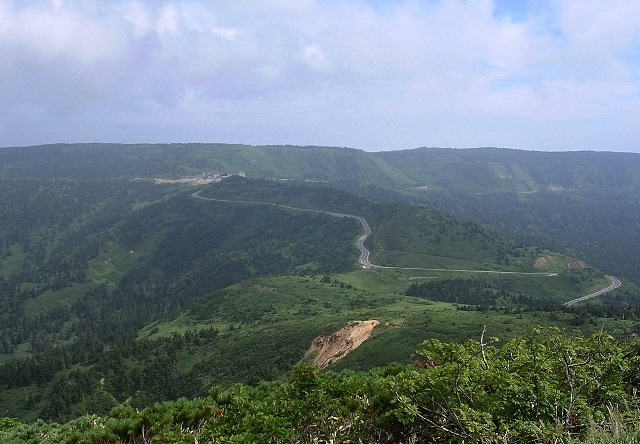
畚岳から北に八幡平を望む。道路は秋田県道・岩手県道318号八幡平公園線。

畚岳は八幡平の南隣に位置し、一際目立つピラミッド型の美しい山容を誇っている。
八幡平樹海ラインの途中にある藤七温泉近くの登山口から、えぐれている部分もあるが、基本的に笹藪のゆるい登山道を登ると、まもなく畚岳分岐に到着する。この畚岳分岐から西に急坂を登り切ると三等三角点がある畚岳山頂に到着する。八幡平の三大展望地にふさわしく、眺望は抜群で遮るものがない360度の展望が得られ、広大な八幡平高原や裏岩手の連峰、秋田焼山、秋田駒ヶ岳などを望むことができる。
また、他の山から八幡平方面を眺めると、最高点の八幡平よりもこの畚岳の方が目立つ存在となっている。
畚岳の畚(もっこ)は土砂を運ぶ道具で、山容がそれを連想させるために名付けられたものとされる。畚の名前は、和賀山塊に二ノ沢畚、志度内畚、モッコ岳などがあり、また同じ裏岩手縦走路の中にも三ツ石山の近くに小畚岳がある。
享保8年(1723年)の久保田藩田沢村山守役の絵図には、乳頭山と並んで「によつぶり」と記されている。「先達によつぶり」が乳頭山で、「引分によつぶり」が畚岳であると考えられる。公式文書には「によつぶり」は「乳頭嶽」とある。